# Rezolucja Rady Bezpieczeństwa ONZ nr 1759
Rezolucja Rady Bezpieczeństwa ONZ nr 1759 została przyjęta 20 czerwca 2007 podczas 5698. posiedzenia Rady.
Rezolucja przedłuża mandat misji UNDOF do końca roku 2007. Ponadto wzywa wszystkie strony konfliktu, aby natychmiast wróciły do przestrzegania rezolucji nr 338 z 1972.